# Ewangeliczny Zbór Reformowany w Poznaniu
Ewangeliczny Kościół Reformowany w Poznaniu – zbór reformowany, działający w Poznaniu. Pastorem kościoła jest Andrzej Polaszek.

## Historia
W 1997 r. powstała w Poznaniu wspólnota wierzących podzielających reformowaną interpretację nauki chrześcijańskiej, przyjmując w 2000 r. nazwę Ewangelicznego Zboru Reformowanego. W 2001 r. zbór uzyskał formę prawną, stając się zborem filialnym Zboru Ewangelicznego 'Agape' w Poznaniu. W 2003 r. kościół wszedł w przymierze z Ewangelicznym Kościołem Reformowanym we Wrocławiu, ustanawiając tym samym Wspólnotę Ewangelicznych Kościołów Reformowanych w Polsce. W 2006 r. przystąpił do Konfederacji Ewangelicznych Kościołów Reformowanych.